# Everything Everywhere All at Once
Everything Everywhere All At Once è un film del 2022 diretto da Daniel Kwan e Daniel Scheinert (noti collettivamente come il duo di registi "Daniels"). Il cast include Michelle Yeoh, Ke Huy Quan, Stephanie Hsu, Jamie Lee Curtis e James Hong.
Il film ha vinto sette Oscar su undici candidature, tra cui migliore attrice per Michelle Yeoh, prima attrice asiatica a vincere l'Oscar nella categoria principale e prima artista malese a vincere un Academy Award in qualsiasi categoria, oltre a due Golden Globe, un BAFTA, cinque Critics' Choice Awards, quattro SAG Awards, sette Independent Spirit Awards, oltre ai quattro premi principali Directors Guild of America Award, Producers Guild of America Awards, Screen Actors Guild Award e Writers Guild of America Award.

## Trama
Everything
Evelyn Quan Wang è un'immigrata cinese trapiantata negli Stati Uniti d'America che gestisce una lavanderia a gettoni insieme al marito Waymond. La tensione famigliare è alta: la lavanderia a gettoni è tenuta sotto controllo dall'IRS, l'agenzia per la riscossione dei tributi; Waymond sta cercando di presentare a Evelyn le carte di divorzio, l'esigente padre di Evelyn, Gong Gong, è appena arrivato da Hong Kong, e la figlia di Evelyn, Joy, cerca di convincere la madre ad accettare la sua ragazza Becky.
Durante un incontro con l'ispettrice dell'IRS Deirdre Beaubeirdre, la personalità di Waymond cambia quando il suo corpo viene brevemente rilevato da Alpha Waymond, una versione di Waymond proveniente da un universo chiamato "Alphaverse". Alpha Waymond spiega a Evelyn che esistono molti universi paralleli, poiché ogni scelta fatta crea un nuovo universo. Le persone dell'Alphaverse, guidate dalla Defunta Alpha Evelyn, hanno sviluppato una tecnologia di "salto-verso", che consente alle persone di accedere alle abilità, ai ricordi e al corpo delle loro controparti dell'universo parallelo soddisfacendo condizioni specifiche. Il multiverso è minacciato da Jobu Tupaki, la versione Alphaverse di Joy. La sua mente è stata frantumata dopo che Alpha Evelyn l'ha spinta a saltare ripetutamente negli altri universi: Jobu Tupaki ora sperimenta tutti gli universi contemporaneamente e può saltare e manipolare la materia a piacimento. Con il suo potere divino ha creato un "grande bagel", simile a un buco nero, che può potenzialmente distruggere il multiverso.
Evelyn riceve la tecnologia per saltare negli universi e, di conseguenza, combattere i tirapiedi di Jobu Tupaki, che iniziano a convergere nell'edificio dell'IRS. La donna viene inoltre a conoscenza dei piani di Waymond di divorziare da lei e scopre altre vite in cui ha fatto scelte diverse, diventando una maestra di kung fu o una star del cinema, invece di lasciare la Cina con Waymond. Mentre Alpha Waymond si convince che Evelyn abbia il potenziale non sfruttato per sconfiggere Jobu Tupaki, Alpha Gong Gong ordina a Evelyn di uccidere Joy per ostacolare Jobu Tupaki, ma Evelyn rifiuta. Decide che deve affrontare Jobu Tupaki acquisendo i suoi stessi poteri, quindi salta ripetutamente negli altri universi mentre combatte i servi di Jobu Tupaki e i soldati di Alpha Gong Gong. Dopo la battaglia, Alpha Waymond viene localizzato e ucciso da Jobu Tupaki nell'Alphaverse e la mente di Evelyn va in pezzi.
Everywhere
Evelyn salta verso altri bizzarri universi, incluso uno in cui gli umani hanno hot dog al posto delle dita e in cui ha una relazione romantica con Deirdre, e un altro in cui lavora al fianco dello chef teppanyaki Chad, che viene segretamente guidato da un procione, quasi come in Ratatouille, dove invece vi era un topolino. Viene a sapere che Jobu Tupaki ha creato il Grande bagel non per distruggere tutto, ma per distruggere se stessa, e ha cercato una Evelyn che possa capirla. Jobu Tupaki sente che, visti i così tanti vasti universi e un caos infinito, nulla conta davvero e desidera semplicemente non esistere più.
In altri universi, i Wang stanno per perdere la lavanderia a gettoni a causa di problemi fiscali; la relazione di Evelyn con Deirdre va in pezzi; lo chef Evelyn smaschera Chad e l'uomo d'affari Waymond rifiuta la Evelyn star del cinema dopo decenni di distanza. Evelyn è tentata di assecondare Jobu Tupaki dopo una lunga discussione filosofica che ha luogo in diversi universi e accoltella il Waymond del suo universo. Poco prima di unirsi a Jobu Tupaki nell'entrare nel bagel, si ferma quando sente le suppliche di Waymond che implora tutti di smettere di combattere, essere gentili e avere speranza, anche in un universo in cui nulla sembra avere senso.
Evelyn accoglie il grido di allarme di Waymond e sconfigge i combattenti di Alpha Gong Gong e Jobu Tupaki usando la sua conoscenza del multiverso per trovare ciò che sta danneggiando ciascuno di loro e aiutarli a raggiungere la felicità. Evelyn raggiunge Jobu Tupaki e le dice che non è sola e che Evelyn sceglierà sempre di stare con lei, dovunque possa essere. Nel frattempo in un universo parallelo, Evelyn affronta Gong Gong e si riconcilia con Waymond e Joy, Waymond convince Deirdre a lasciare più tempo per presentare i documenti fiscali. Jobu Tupaki inizialmente rifiuta Evelyn, ma torna da lei e le due si abbracciano.
All at Once
Poco dopo, le relazioni e la vita della famiglia sono migliorate; Becky è ora considerata una parte della famiglia, Waymond ed Evelyn condividono un breve ma romantico momento per la prima volta dopo tanto tempo e tornano all'edificio dell'IRS con una seconda possibilità per presentare le tasse. Mentre Deirdre parla, l'attenzione di Evelyn è momentaneamente attratta dai suoi sé alternativi e dal multiverso, prima di tornare nel suo universo.

## Produzione
Kwan e Scheinert hanno iniziato a lavorare al progetto nel 2010 e la sua produzione è stata annunciata nel 2018. Le riprese principali si sono svolte da gennaio a marzo 2020. La colonna sonora presenta composizioni di Son Lux, tra cui collaborazioni con Mitski, David Byrne, André 3000, John Hampson e Randy Newman.
Il film ha anche tratto ispirazione da vari media audiovisivi come le opere del regista di Hong Kong, Wong Kar-Wai, così come il libro per bambini Silvestro e il sassolino magico e il videogioco Everything, servito come ispirazione per diverse scene. I realizzatori hanno inizialmente cercato Jackie Chan per il ruolo principale prima che la sceneggiatura fosse rivista per includere una protagonista femminile come parte di un duo moglie-marito, quindi è stato offerto il ruolo a Yeoh, che ha immediatamente accettato.

## Distribuzione
La pellicola è stata presentata in anteprima mondiale al South by Southwest l'11 marzo 2022.
Il 25 marzo 2022 è stato distribuito da A24 negli Stati Uniti in alcune sale e successivamente l'8 aprile con una distribuzione a livello nazionale. Il 30 marzo 2022, il film è uscito in sale IMAX selezionate negli Stati Uniti per una sola notte. Il film non è stato distribuito nella maggior parte del Medio Oriente, inclusi Arabia Saudita e Kuwait, a causa della censura legata a questioni LGBT nei paesi.
In Italia è distribuito dalla I Wonder Pictures a partire dal 6 ottobre dello stesso anno. Dopo il successo ai Golden Globe 2023, la pellicola viene nuovamente distribuita nelle sale italiane a partire dal 2 febbraio 2023.

### Edizione italiana
Il doppiaggio italiano e la sonorizzazione della pellicola sono stati eseguiti dallo Magmalab Studio srl, con l'edizione curata da Marco Pisciotta (il quale ha revisionato i dialoghi con Federica Pacifici) per conto dello Studio Arkì. La direzione del doppiaggio è di Teo Bellia e i dialoghi e la traduzione sono a cura di Marta Buzi e Iskra Monteventi.

## Accoglienza

### Incassi
Al 1º maggio 2023, il film ha incassato 77,2 milioni di dollari negli Stati Uniti e 62,9 milioni di dollari nel resto del mondo, per un totale di 140,1 milioni di dollari.
Negli Stati Uniti e in Canada, ha incassato circa 509 600 dollari da dieci sedi nel suo weekend di apertura. Il suo debutto ha avuto una media teatrale  di 50.965 dollari, la seconda migliore dall'inizio della pandemia di COVID-19 per un'uscita in piattaforma (dietro Licorice Pizza) e la migliore media teatrale di apertura dell'epoca nel 2022. Nel suo secondo fine settimana, ha incassato 1,1 milioni di dollari da 38 sale, finendo nono al botteghino. Ha ricevuto un'ampia distribuzione nel suo terzo fine settimana, passando da 38 a 1.250 sale. Il fine settimana seguente è stato distribuito in un totale di 2220 sale, guadagnando 6,2 milioni di dollari e finendo quarto al botteghino. Nel suo sesto fine settimana, ha guadagnato 5,5 milioni, parte dei quali è stata attribuita da un'uscita in sale IMAX, dopo il successo. Il 21 maggio ha incassato 51 milioni di dollari superando Diamanti grezzi come film con il maggior incasso della A24 a livello nazionale e successivamente il 9 giugno ha superato Hereditary - Le radici del male come film con il maggior incasso di tutti i tempi della A24, incassando oltre 80 milioni. Il 31 luglio, ha superato la soglia dei 100 milioni di dollari in tutto il mondo, diventando il primo film indipendente dopo la pandemia e nella storia di A24 a riuscirci.

### Critica
Il film è stato accolto molto positivamente dalla critica. Sull'aggregatore Rotten Tomatoes il film ha ricevuto il 94% delle recensioni professionali positive con un voto medio di 8,6 su 10 basato su 392 recensioni, mentre su Metacritic ha ottenuto un punteggio di 81 su 100 basato su 54 recensioni.
Il The New York Times ha definito il film "un vortice di genere lussureggiante e anarchico" a causa dell'incorporazione nel film di elementi di diversi generi cinematografici, come: fantascienza, fantasy, avventura, arti marziali, musical, catastrofe, orrore, mistero, thriller, azione, documentario, commedia slapstick e surreale, animazione, sentimentale e dramma.
Il film è stato accolto con un plauso popolare e di critica quasi universale, con elogi diffusi in tutto il mondo, con enfasi sulla sceneggiatura, la regia, l'originalità, la creatività, l'immaginazione, la recitazione (in particolare di Yeoh) del film, gli effetti visivi, la cinematografia, i costumi, capelli e trucco, sequenze di combattimento, umorismo, profondità, risonanza emotiva, messaggio, colonna sonora, montaggio e valori di produzione complessivi. Il film è stato anche elogiato per la sua rappresentazione di concetti filosofici come l'esistenzialismo, il nichilismo e l'assurdo, nonché per il suo approccio a temi come l'ADHD, la neurodivergenza, la depressione, il conflitto generazionale e l'identità asiatico-americana.

## Riconoscimenti
- 2023 - Premio Oscar
  - Miglior film a Daniel Kwan, Daniel Scheinert e Jonathan Wang
  - Miglior regista a Daniel Kwan e Daniel Scheinert
  - Miglior attrice a Michelle Yeoh
  - Miglior attore non protagonista a Ke Huy Quan
  - Miglior attrice non protagonista a Jamie Lee Curtis
  - Miglior sceneggiatura originale a Daniel Kwan e Daniel Scheinert
  - Miglior montaggio a Paul Rogers
  - Candidatura per la miglior attrice non protagonista a Stephanie Hsu
  - Candidatura per i migliori costumi a Shirley Kurata
  - Candidatura per la migliore colonna sonora a Son Lux
  - Candidatura per la migliore canzone (This is a Life) a Ryan Lott, David Byrne e Mitski
- 2023 - Golden Globe
  - Migliore attrice in un film commedia o musicale a Michelle Yeoh
  - Miglior attore non protagonista a Ke Huy Quan
  - Candidatura per il miglior film commedia o musicale
  - Candidatura per il miglior regista a Daniel Kwan e Daniel Scheinert
  - Candidatura per la miglior sceneggiatura a Daniel Kwan e Daniel Scheinert
  - Candidatura per la miglior attrice non protagonista a Jamie Lee Curtis
- 2023 - Premi BAFTA[26]
  - Miglior montaggio a Paul Rogers
  - Candidatura per il miglior film
  - Candidatura per il miglior regista a Daniel Kwan e Daniel Scheinert
  - Candidatura per la miglior sceneggiatura originale a Daniel Kwan e Daniel Scheinert
  - Candidatura per la miglior attrice protagonista a Michelle Yeoh
  - Candidatura per la miglior attrice non protagonista a Jamie Lee Curtis
  - Candidatura per il miglior attore non protagonista a Ke Huy Quan
  - Candidatura per la miglior colonna sonora a Son Lux
  - Candidatura per il miglior casting a Sarah Halley Finn
  - Candidatura per i miglior effetti speciali a Benjamin Brewer, Ethan Feldbau, Jonathan Kombrinck e Zak Stoltz
- 2023 - Screen Actors Guild Award[27]
  - Miglior cast cinematografico a Jamie Lee Curtis, James Hong, Stephanie Hsu, Ke Huy Quan, Harry Shum Jr., Jenny Slate e Michelle Yeoh
  - Miglior attrice protagonista a Michelle Yeoh
  - Miglior attore non protagonista a Ke Huy Quan
  - Miglior attrice non protagonista a Jamie Lee Curtis
  - Candidatura per la miglior attrice non protagonista a Stephanie Hsu
- 2023 - Producers Guild of America Awards
  - Darryl F. Zanuck Award al miglior film[28]
- 2023 - Directors Guild of America Award
  - Miglior regista cinematografico a Daniel Kwan e Daniel Scheinert[29]
- 2023 - Writers Guild of America Award
  - Miglior sceneggiatura originale a Daniel Kwan e Daniel Scheinert[30]
- 2022 - National Board of Review[31]
  - Migliori dieci film dell'anno
  - Miglior attrice a Michelle Yeoh
- 2022 - Chicago Film Critics Association[32][33]
  - Miglior attore non protagonista a Ke Huy Quan
  - Miglior regista a Daniel Kwan e Daniel Scheinert
  - Miglior scenografia
  - Migliori costumi a Shirley Kurata
  - Miglior montaggio a Paul Rogers
  - Migliori effetti speciali
  - Candidatura per il miglior film
  - Candidatura per la migliore attrice a Michelle Yeoh
  - Candidatura per la migliore attrice non protagonista a Stephanie Hsu
  - Candidatura per la miglior fotografia a Larkin Seiple
  - Candidatura per la migliore sceneggiatura originale a Daniel Kwan e Daniel Scheinert